# Parafia św. Stanisława Biskupa i Męczennika w Nashua
Parafia św. Stanisława Biskupa i Męczennika w Nashua (ang. St. Stanislaus Bishop & Martyr's Parish) – parafia rzymskokatolicka  położona w Nashua, New Hampshire, Stany Zjednoczone.
Była jedną z wielu etnicznych, polonijnych parafii rzymskokatolickich w Nowej Anglii z mszą św. w j. polskim dla polskich imigrantów.
Ustanowiona w 1908 roku. Parafia została dedykowana św. Stanisławowi.
Parafia została połączona z parafią St Aloysius of Gonzaga w 2002 roku. Wszystkie dokumenty parafii św. Stanisława zostały przeniesione do parafii St Aloysius of Gonzaga.